# توپوناس (کلرادو)
توپوناس (به انگلیسی: Toponas) یک منطقهٔ مسکونی در ایالات متحده آمریکا است که در شهرستان روت، کلرادو واقع شده‌است. توپوناس ۲٬۵۲۵ متر بالاتر از سطح دریا واقع شده‌است.